# Tim Jo
Timothy „Tim“ William Wungjeh Jo (* 20. April 1984 in Dallas, Texas) ist ein US-amerikanischer Schauspieler und Musiker mit südkoreanischen Wurzeln. Seinen Durchbruch in Film und Fernsehen feierte er erst im fortgeschritteneren Alter von 25 Jahren im Jahre 2009. Zusammen mit seinem Schauspielkollegen Ryan Donowho gründete er die Rockband Animals of Kin, der unter anderem auch die Schauspielerin Sarah Roemer angehört.

## Leben und Karriere
Tim Jo wurde im Jahre 1984 als Sohn des Erdöl- bzw. Erdgastechnikers John Yonghan Jo und dessen Frau Anna Eunkyung Sohn in der Großstadt Dallas geboren und verbrachte seine ersten Lebensjahre in der Stadt Mesquite, in unmittelbarer Nähe zu seiner Geburtsstadt. Aufgrund der Arbeit des Vaters musste die Familie mehrfach umziehen, so zog man von Mesquite nach Houston und von dort über Aurora im US-Bundesstaat Colorado nach Warschau in Polen. Nachdem die Arbeit des Vaters die Familie bis nach Europa geführt hatte, kehrte sie nach rund drei Jahren wieder in die Vereinigten Staaten zurück, wo sie sich in San Antonio niederließ. In Polen entdeckte Jo auch seine Leidenschaft für das Schauspiel, was ihn dazu brachte, sich in seinem Geburtsland vorwiegend auf dieses Thema zu spezialisieren. Nachdem er in Warschau erste Erfahrungen im Schauspielbereich gesammelt hatte, bei seinem ersten Casting für ein Schultheaterstück wurde er gleich für eine der Hauptrollen gecastet, setzte er seine Ausbildung in den USA fort und stand nach einigen Jahren kurz vor einem Master of Fine Arts in einem Graduiertenprogramm. Kurz vor seinem Abschluss wurde die Aussicht auf einen Mastertitel allerdings von der Schule zunichtegemacht, woraufhin seine Mutter ihn überredete, nach Los Angeles zu ziehen, um dort sein Glück zu versuchen.
Dort landete er bald darauf im Jahre 2009 auch seine erste nennenswerte Rolle, eine kleine Nebenrolle, in der Komödie The 2 Bobs. Noch im gleichen Jahr feierte er seinen eigentlichen Durchbruch als Schauspieler im Musikfilm Bandslam – Get Ready to Rock!, an der Seite von Gaelan Connell, Vanessa Hudgens, Alyson Michalka oder Lisa Kudrow. In der 10-Millionen-Dollar-Produktion mimte er mit dem Gitarristen Omar einen der wesentlichen Charaktere. In dieser Produktion traf er zum ersten Mal auf seine späteren Weggefährten Ryan Donowho und Gaelan Connell, mit denen er in der Zukunft an weiteren Projekten zusammenarbeiten sollte. In der deutschsprachigen Synchronfassung des Films wurde ihm die deutsche Stimme von David Turba, der unter anderem als Feststimme von Shia LaBeouf bekannt ist, geliehen. Ebenfalls im Jahre 2009 spielte er in einem weiteren Musikfilm mit; in Fame, einer Neuverfilmung des gleichnamigen Klassikers aus dem Jahr 1980, stellte er einen koreanischen Jungen dar. Kurz nach seinem Durchbruch in Bandslam begann er mit Donowho als Singer-Songwriter zu arbeiten, jedoch sahen beide anfangs von öffentlichen Auftritten ab. Vielmehr konzentrierte sich Jo auf seine Schauspielkarriere und sein großes Hobby, die Bildhauerei. Als Schauspieler wurde er im Jahr 2010 gleich für mehrere Produktionen gebucht, dabei vor allem für Fernsehserien.
Neben einer wiederkehrenden Rolle als Dewey in Greek, wo man ihn im Jahre 2010 in zwei verschiedenen Folgen sah, wurde er in diesem Jahr für eine Hauptrolle gecastet. In der nur kurzlebigen Fernsehserie Glory Daze wurde Jo in allen zehn Episoden in der Rolle des Alex Chang eingesetzt. Ein Jahr später folgte schließlich ein Gastauftritt in der vierten Episode der vierten Staffel von Castle, wo er in die Rolle des Ben Lee, Sohn eines chinesischen Mafiabosses, schlüpfte. Erst um das Jahr 2011 formte sich aus dem Singer-Songwriter-Duo Donowho–Jo eine Band, die Animals of Kin, der sich im Laufe der Zeit unter anderem die Schauspielkollegin Sarah Roemer und weitere Mitglieder anschlossen. Anfangs folgten für die Band vorwiegend Auftritte in Los Angeles und der nahen Umgebung. Im Jahr 2012 wirkte er in Gaelan Connells, dem Hauptdarsteller von Bandslam, Regiedebütfilm I Am Ben mit, der Film wurde bereits im Jahr 2010 abgedreht und erst im Sommer 2012 veröffentlicht. Zusammen mit Mathew Brady schrieb Connell das Drehbuch und war mit ebendiesem auch als Co-Produzent und Co-Regisseur tätig. Außerdem schlüpfte Connell in dem Film in die Hauptrolle des Arthur, während Tim Jo die weitere Hauptrolle des David übernahm. Ebenfalls im Jahr 2012 wirkte der gebürtige Texaner im Kurzfilm Fratervention: The End of Bro’ing Out, einer Produktion, an der hauptsächlich asiatischstämmige Akteure teilnahmen, mit.
2012 schaffte er es auch in die Hauptbesetzung der neuen US-amerikanischen Comedy-Serie The Neighbors. Dort spielt er den Alien-Sohn Reggie Jackson, den er bisher in allen 37 produzierten Episoden darstellte (Stand: 20. Februar 2014). Bereits im Dezember 2011 wurde er in Dan Fogelmans Pilotfilm zur Serie gecastet, zu diesem Zeitpunkt trug sein Charakter noch den Namen Joe Montana.

## Filmografie
Filmauftritte (auch Kurzauftritte)
- 2009: The 2 Bobs
- 2009: Bandslam – Get Ready to Rock!
- 2009: Fame
- 2012: I Am Ben
- 2012: Fratervention: The End of Bro’ing Out (Kurzfilm)
- 2015: Mr. Collins’ zweiter Frühling
- 2017: Division 19

Serienauftritte (auch Gast- und Kurzauftritte)
- 2010: Greek (2 Episoden)
- 2010–2011: Glory Daze (10 Episoden)
- 2011: Castle (1 Episode)
- 2012–2014: The Neighbors (42 Episoden)
- 2016: Pitch
- 2018–2022: This is Us: Das ist Leben
- 2021: For All Mankind (5 Episoden)
- 2022: Reasonable Doubt (9 Episoden)